# Вирман, Янне
Янне Вирман (род. 26 апреля 1979 года) — клавишник групп Children of Bodom и Warmen.

## Биография
Родившийся в городе Эспоо, Финляндия, Янне Вирман начал играть на фортепиано в возрасте пяти лет. В молодости он сосредоточил свой стиль на джазе, переключившись затем на хэви-метал, как только присоединился к группе Children of Bodom в 1997 году.
В возрасте шестнадцати лет он закончил Хелсинскую Поп&Джаз консерваторию и был впоследствии приглашен в Children of Bodom, из-за ухода их предыдущего клавишника. Янне стал решающим фактором для Children of Bodom, чтобы начать профессиональную карьеру. Он не только отдавал весь свой талант группе, но и после небольшой практики, смог играть в прекрасной синхронии с ведущим гитаристом и вокалистом Алекси Лайхо.
Изначально влияние на Янне оказал музыкант Йенс Йоханссон (также игравший с виртуозом по классу гитары Yngwie Malmsteen и Dio), играющий на клавишных инструментах, от кого он и принял стиль игры на клавишах, наклоненных вперед.
В 2000 Янне собрал power metal группу Warmen в качестве своего главного проекта на стороне. Второй альбом группы — Beyond Abilities — записывался в присутствии брата Янне, Анти Вирмана.
В том же году, Йенс Йоханссон был приглашён в хэви-метал группу Masterplan, чтобы играть их дебютный альбом, но так как он был уже занят другими проектами, он рекомендовал Янне вместо себя. Таким образом, в начале 2002, Янне принял участие в дебютном альбоме группы Masterplan. Группа предложила ему постоянное сотрудничество, но Вирман решил продолжить игру с Children of Bodom.
Чтобы записаться с Warmen, Янне построил студию Warmen Productions Studio (теперь известную как Beyond Abilities). Эта студия также служила для записи клавишных треков для Kotipelto, части альбома «Iron» группы Ensiferum и четвёртого альбома группы Sinergy.
У Янне были проблемы со спонсором. Имея сделки и с Roland Scandinavia и с Korg, он ждал обещанное ими новое оборудование, но он так его и не получил. На обратной стороне второго альбома группы Warmen написано: «Продукция Roland и Korg не использовалась» («No Roland or Korg products were used»).
Янне, как первоначально и предполагалось, отыграл всего несколько концертов с Children of Bodom, но впоследствии Янне им очень приглянулся. В Chaos Ridden Years documentary, Алекси Лайхо высказывает такую мысль: «Это был первый раз, когда я увидел этого парня пьяным; и в тот самый момент я понял, что он — охрененный парень.» Янне остался с ребятами, сказав, что чувствовал себя настоящим членом группы во время записи его второго альбома с ними.

## Интересные факты
- На некоторых концертах, Янне играет фрагменты саундтрека из фильма Скала. Янне использует мелодию Ханса Циммера в песне Touch Like Angel Of Death в качестве эффектного вступления.
- Любимый композитор — Ханс Циммер, Джеймс Хорнер.
- Любимый напиток — Русская водка, пиво Heineken.
- Четвёртый палец на левой руке короче симметричного ему пальца на правой руке - в детстве маленькому Янне прищемили руку дверью машины.
- Янне Вирман много и довольно хорошо рисует. Систематически проваливал вступительный тест в технический университет на архитектурный факультет - для поступления не добирал всего лишь одного балла.
- Янне неплохо владеет английским и немецким языками.

## Дискография

### Совместно сChildren of Bodom
Альбомы
- Something Wild (1997)
- Hatebreeder (1999)
- Tokyo Warhearts (концертный, 1999)
- Follow the Reaper (2000)
- Hate Crew Deathroll (2003)
- Are You Dead Yet? (2005)
- Chaos Ridden Years — Stockholm Knockout Live (2006)
- Blooddrunk (2008)
- Relentless Reckless Forever (2011)
- Halo of Blood (2013)
- I Worship Chaos (2015)
- Hexed (2019)

Синглы и EP
- Children of Bodom (1997)
- Downfall (1998)
- Hate Me! (2000)
- You’re Better Off Dead!' (2002)
- Trashed, Lost & Strungout (EP, 2004)
- In Your Face (2005)
- Blooddrunk (2008)
- Smile Pretty For The Devil (2008)

### Совместно сWarmen
Альбомы
- Unknown Soldier (2000)
- Beyond Abilities (2001)
- Accept the Fact (2005)
- Japanese Hospitality (2009)
- First of the five elements (2015)

Синглы
- Somebody's Watching Me (Single, 2005)
- They All Blame Me (Single, 2005)
- Alone (Single, 2001)

### Совместно сKotipelto
Альбомы
- Waiting for the Dawn (2002)
- Coldness (2004)
- Serenity (2007)

Синглы
- «Beginning» (2002)
- «Reasons» (2004)
- «Take Me Away» (2004)
- «Sleep Well» (2006)

### Совместно сMasterplan
Альбомы
- Masterplan (2003)